# Mairon Natan Pereira Maciel Oliveira
Mairon Natan Pereira Maciel Oliveira (* 19. März 1991 in Riolândia), auch Natan genannt,  ist ein brasilianischer Fußballspieler.

## Karriere
Das Fußballspielen erlernte Natan in der Jugendmannschaft vom EC Bahia in Salvador im nordostbrasilianischen Bundesstaat Bahia. 2010 unterschrieb er einen Vertrag bei AD São Caetano in São Caetano do Sul. Für den Verein absolvierte er ein Spiel in der zweiten Liga, der Série B. 2011 wechselte er zu CA Votuporanguense nach Votuporanga. Wo er von 2012 bis 2015 gespielt hat, ist unbekannt. Über die brasilianischen Stationen ADRC Icasa und Floresta EC ging er 2019 nach Thailand. Hier schloss er sich dem Drittligisten Khon Kaen United FC an. Mit dem Verein aus Khon Kaen spielte er in der dritten Liga, der Thai League 3, in der Upper Region. Ende 2019 feierte er mit dem Klub die Meisterschaft und den Aufstieg in die zweite Liga. Mit 19 Toren wurde er Torschützenkönig. Nach dem Aufstieg verließ er Khon Kaen und wechselte nach Lamphun zum Drittligisten Lamphun Warrior FC. Mit Lamphun spielte in der Upper Region der dritten Liga. Nach dem zweiten Spieltag 2020 wurde die dritte Liga wegen der COVID-19-Pandemie unterbrochen. Nach Wiederaufnahme des Spielbetriebes im Oktober wurde die Thai League 4 und die Thai League 3 zusammengelegt. Die Warriors wurden der Northern Region zugeteilt. In der Northern Region wurde man Meister. In den Aufstiegsspielen zur zweiten Liga wurde man Erster und stieg somit in die zweite Liga auf. Nach dem Aufstieg verließ er den Verein und schloss sich im Mai 2021 dem Drittligisten Songkhla FC an. Für den Drittligisten aus Songkhla, der in der Southern Region spielte, absolvierte er 22 Drittligaspiele. Mit 14 Toren wurde er Torschützenkönig der Region. Nach der Saison verließ er den Verein. Im Juli 2022 schloss er sich dem Drittligisten Phitsanulok FC an. Mit dem Verein trat er in der Northern Region der Liga an. Für den Klub aus Phitsanulok bestritt er neun Ligaspiele. Dabei schoss er sechs Tore. Zu Beginn der Saison 2023/24 wechselte er zu dem in der Southern Region spielenden Drittligisten Pattani FC. Für den Verein aus Pattani schoss er 21 Tore in zwanzig Ligaspielen. Im Sommer 2024 wurde sein Vertrag nicht verlängert. Im August 2024 unterschrieb er in Roi Et einen Vertrag beim Drittligaaufsteiger Roi Et PB United FC. Nach zehn Ligaspielen in der North/Eastern Region, in denen er sieben Tore erzielte, wurde sein Vertrag Ende November 2024 nicht verlängert. Anfang Dezember 2024 wechselte er in die Southern Region, wo er sich in Satun dem PT Satun FC anschloss.

## Erfolge
Khon Kaen United
- Thai League 3 – Upper Region: 2019  ▲

Lamphun Warrior FC
- Thai League 3 – North: 2020/21
- Thai League 3 – National Championship: 2020/21  ▲

Phitsanulok FC
- Thai League 3 – North: 2022/23

## Auszeichnungen
Thai League 3 (Upper)
- Torschützenkönig: 2019 (Khon Kaen United FC/19 Tore)

Thai League 3 (North)
- Torschützenkönig: 2020/21 (Lamphun Warriors FC/12 Tore)

Thai League 3 (South)
- Torschützenkönig: 2021/22 (Songkhla FC/14 Tore)
- Torschützenkönig: 2023/24 (Pattani FC/20 Tore)